# حنا إبراهيم
حنّا إبراهيم، (1 نوفمبر 1927 - 15 أكتوبر 2020) شاعر، صحفي وأديب فلسطيني، من قرية البعنة في الجليل، وهي إحدى قرى الشاغور في فلسطين.

## نشأته وتعليمه
ولد حنا إبراهيم في قرية البصّة في الشاغور في الجليل، لعائلة فلاحين متوسطة الحال، وكان والده كان قائد فصيل في حركة عزالدين القسام. إجتاز دراسته الابتدائية في قريته البعنة ومدرسة الرامة الثانوية بالقرب من عكا، والتحق بـ «مدرسة البوليس الفلسطيني»، وعمل بعد تخرجه فيها مدرسا للقانون. وعندما أغلقت المدرسة بسبب الأحداث بين العرب واليهود، انتقل ليعمل شرطياً في عكا، وظل في هذه الوظيفة حتى نهاية الانتداب.

## الانتساب إلى الحزب الشيوعي
انضم في أيار 1948 إلى عصبة التحرر الوطني في فلسطين (فيما بعد الحزب الشيوعي الإسرائيلي)، وشارك في أيلول 1948 في صوغ وتوزيع المنشور السري الذي دعا إلى الموافقة على قرار تقسيم فلسطين إلى دولتين، واعتقل إثر ذلك لدى جيش الإنقاذ، حيث اتهم بالخيانة العظمى وهدد بالإعدام، وأطلق سراحه لدى انسحاب الجيش. بعد انسحاب جيش الإنقاذ كتب ووزع (مع رفاقه من الحزب) منشورا يدعو الناس إلى الصمود والبقاء في بيوتهم مهما كانت الظروف، وشارك لاحقا في إحصاء السكان ومساعدة الكثيرين ممن نزحوا إلى لبنان في العودة، وفي النضال الحقوقي من أجل الاعتراف بمواطنية سكان الجليل العرب.
عاد بعد حرب 1948 إلى البعنة ليعمل مع والده في الفلاحة، وبعد ذلك عمل في المحاجر وفي البناء حتى العام 1961، وانخرط في النشاط الحزبي والوطني والاجتماعي، وفي عام 1953 أصدر الحزب الشيوعي مجلة «الجديد» التي كانت ملحقا أدبيا لصحيفة «الاتحاد» التي تصدر منذ عام 1944، وكان حنا إبراهيم من أعضاء هيئة تحريرها.
سافر في عام 1967 إلى الاتحاد السوفييتي لدراسة الفلسفة، فأتقن الروسية بالإضافة إلى اللغة الإنجليزية، وترجم عدة قصص من الأدب الروسي ونشرها في أدبيات الحزب الشيوعي.
في عام 1969 عُيّن مديرا لمطبعة الاتحاد ومن ثم محرراً في صحيفة الاتحاد، وفي عام 1978 انتُخِب رئيساً لمجلس قرية البعنة، ورفض ترشيحه بالتزكية من سكان قريته لرئاسة المجلس المحلي لمرة ثانية.
فُصل من الحزب الشيوعي الإسرائيلي بقرار من لجنة الفرع في البعنة بتاريخ 18 أبريل 1989 بدون أي تفسير رسمي، وظل بعدها يطالب بمحكمة حزبية ليعرف أسباب طرده من الحزب، ويشير ابراهيم إلى أن قرار فصله قد اتخذ في منتصف الثمانينات إثر خطاب له في مهرجان حزبي في عرابة أشار فيه إلى أن الأنظمة الإشتراكيَّة مهددة بالسقوط إن لم تتدارك الأحزاب الشيوعيَّة الحاكمة الأمر بسرعة. ورغم فصله من الحزب ظل حنا إبراهيم يدافع عن النظرية الماركسية ويرى العيب في تطبيقها.
انضم لأربع سنوات إلى الحزب الديمقراطي العربي الذي ترأسه عبد الوهاب دراوشة، وعمل سكرتيراً لتحرير صحيفته «الديار».

## مؤلفاته ونشاطه الأدبي
له أعمال شعرية ونثرية متنوعة تتناول موضوعات وجدانية وسياسية ووطنية فلسطينية وتقدم صوراً عن حياة الفلسطينيين في الريف، وتنادي بالعدالة الاجتماعي والسلام، ونشر معظمها في مجلة الجديد التي كان إبراهيم واحداً من مؤسسيها.
في عام 1980 أقيمت مؤسسة الاسوار الوطنية وانتخبته بالإجماع رئيساً فخرياً متطوعا لها، ومسؤولاً ثقافياً فيها ومحرراً في مجلتها «الاسوار»، وبقي في هذا الموقع هذه حتى عام 2000 حيث استقال لظروف صحية.تُرجمت بعض قصصه إلى عدة لغات منها: العبرية والروسية والإنجليزية، تناول الكثيرون من طلاب معاهد التعليم العالي (الكليات والجامعات) أدبه ضمن دراساتهم الأكاديمية.
المؤلفات:
- صوت من الشاغور (شعر) 1981.
- نشيد للناس (شعر) 1992.
- صرخة في واد (مختارات من أشعاره) 2007.
- أزهار برية. (قصص)1972.
- ريحة الوطن. (قصص) 2979.
- الغربة في الوطن. (قصص) 1980.
- أزهار برية. (مجلد لمجموعاته القصصية) 2000.
- أوجاع البلاد المقدسة. (رواية) 1997.
- 1موسى الفلسطيني. (رواية) 1998.
- عصفورة من المغرب. (رواية).
- ذكريات شاب لم يتغرب. (سيرة ذاتية) 1996.
- شجرة المعرفة. (سيرة ذاتية) 1996.

## تكريم
في عام 1995 منحه الرئيس الفلسطيني ياسر عرفات وسام القدس للثقافة والفنون والآداب. وقد قلده إياه نيابة عن الرئيس الكاتب الفلسطيني أحمد دحبور.

## وفاته
توفي في 15 أكتوبر 2020 ودفن في البعنة.

## روابط خارجية
- مقابلة مع الشاعر حنا إبراهيم
- ملف عن الشاعر حنا إبراهيم في موقع كنوز